# KkStB 92 sorozat
| NÖSWB Serie A kkStB 92 sorozat BBÖ 92 sorozat ČSD 321.0 sorozat | NÖSWB Serie A kkStB 92 sorozat BBÖ 92 sorozat ČSD 321.0 sorozat | NÖSWB Serie A kkStB 92 sorozat BBÖ 92 sorozat ČSD 321.0 sorozat |
| --------------------------------------------------------------- | --------------------------------------------------------------- | --------------------------------------------------------------- |
| Pályaszám:                                                      | NÖSWB 1A–6A, kkStB 92.01–16, BBÖ 92.01–09, ČSD 321.001−007      | NÖSWB 1A–6A, kkStB 92.01–16, BBÖ 92.01–09, ČSD 321.001−007      |
| Darabszám :                                                     | 16                                                              | 16                                                              |
| Gyártó :                                                        | Bécsújhelyi Mozdonygyár                                         | Bécsújhelyi Mozdonygyár                                         |
| Gyártásban :                                                    | 1876−1889                                                       | 1876−1889                                                       |
| Selejtezés :                                                    | 1939 (DRB)                                                      | 1939 (DRB)                                                      |
|                                                                 | Átépítés előtt                                                  | Átépítés után                                                   |
| Jelleg :                                                        | C n2                                                            | C n2                                                            |
| Nyomtávolság :                                                  | 1435 mm                                                         | 1435 mm                                                         |
| Ütközők közötti hossz :                                         | 8010 mm                                                         | 8010 mm                                                         |
| Magasság :                                                      | 4390 mm                                                         |                                                                 |
| Csatolt kerekek tengelytávolsága :                              | 2800 mm                                                         | 2800 mm                                                         |
| Össztengelytávolság :                                           | 2800 mm                                                         | 2800 mm                                                         |
| Tengelytávolság szerkocsival :                                  | 8410 mm                                                         | 8410 mm                                                         |
| Üres tömeg :                                                    | 27,0 t                                                          | 27,0 t                                                          |
| Szolgálati tömeg :                                              | 30,0 t                                                          | 30,0 t                                                          |
| Tapadási tömeg :                                                | 30,0 t                                                          | 30,0 t                                                          |
| Legnagyobb sebesség :                                           | 50 km/h                                                         | 50 km/h                                                         |
| hajtókerék-átmérő :                                             | 1280 mm                                                         | 1280 mm                                                         |
| Hengerek száma :                                                | 2                                                               | 2                                                               |
| Hengerek átmérője                                               | 400 mm                                                          | 400 mm                                                          |
| Dugattyú lökethossza :                                          | 630 mm                                                          | 630 mm                                                          |
| Gőznyomás:                                                      | 10 kg/cm²                                                       | 11 kg/cm²                                                       |
| tűzcsövek száma:                                                | 150                                                             | 144                                                             |
| Rostélyfelület:                                                 | 1,37 m²                                                         | 1,37 m²                                                         |
| Sugárzó fűtőfelület:                                            | 7,97 m²                                                         | 6,4 m²                                                          |
| Csőfűtőfelület:                                                 | 94,3 m²                                                         | 87,7 m²                                                         |
| Forrfelület:                                                    | 102,27 m²                                                       | 94,1 m²                                                         |
| Szerkocsi típusa:                                               | NÖSWB Tender 1–6A kkStB 3                                       | NÖSWB Tender 1–6A kkStB 3                                       |
| Vonatfűtés típusa:                                              | Gőzfűtés                                                        | Gőzfűtés                                                        |
| Technikai érdekesség:                                           | 92.07−16 Pulsometerrel szerelve                                 | 92.07−16 Pulsometerrel szerelve                                 |

A kkStB 92 egy szerkocsisgőzmozdony-sorozat volt a cs. kir. osztrák Államvasutaknál (k.k. österreichische Staaatsbahnen, kkStB).
A háromcsatlós, ikergépezetű, telített gőzű mozdonyok első 6 db-ját a Bécsújhelyi Mozdonygyár szállította 1876-1877-ben a Niederösterreichische Südwestbahnen (NSWB) részére, ahol az A sorozatba osztották és 1A-6A pályaszámokat kaptak. Ezeket a kkStB az államosításkor átszámozott 92.01-06 pályaszámokra. A mozdonyok 1887-ben új kazánt kaptak (lásd a táblázatot).
A kkStB az általa üzemeltetett Mährische Westbahn részére 1888-1889-ben további tíz mozdonyt rendelt a bécsújhelyi gyártól, melyeket az 1888-89-ben le is szállított. Ezek a 92.07-92-16 pályaszámokat kapták.
Az első világháború után a 92.01-09 pályaszámú mozdonyok az Osztrák Szövetségi Vasutak (BBÖ) állományába kerültek, változatlan sorozat és pályaszámokkal, a további hét mozdony pedig a Csehszlovák Államvasutaké (ČSD) lett és a ČSD 321.0 sorozatjelet kapták.
A BBÖ mozdonyok közül a 92.07 a Krupp cég üzemi mozdonya lett, a többit pedig 1927 és 1931 között kölcsönadták a GYSEV-nek.
Az utolsó 92 sorozatú gépet 1939-ben selejtezték.
A mozdonyok az NSWB-nél NSWB A sorozatú, a kkStB-nél pedig kkStB 3 sorozatú szerkocsival volt kapcsolva.

## Fordítás
- Ez a szócikk részben vagy egészben  a   kkStB 92 című német Wikipédia-szócikk fordításán alapul.  Az eredeti cikk szerkesztőit annak laptörténete sorolja fel. Ez a jelzés csupán a megfogalmazás eredetét és a szerzői jogokat jelzi, nem szolgál a cikkben szereplő információk forrásmegjelöléseként.